# Маяк Кёрритак-Бич
Маяк Кёрритак-Бич (англ. Currituck Beach Lighthouse) — маяк на Внешних отмелях в Северной Каролине, в городе Королла. Построен в 1875 году в неоготическом стиле. Входит в Национальный реестр исторических мест США. 9-й по высоте маяк страны.

## История
Маяк Кёрритак-Бич был закончен 1 декабря 1875 года. Он располагается между маяком Кейп-Генри и маяком острова Боди. В отличие от соседних маяков Кёрритак-Бич остался некрашеным с кирпичным фасадом. В 1939 году он был автоматизирован.
Маяк реконструируется и ремонтируется организацией «Хранители Внешних отмелей» на добровольной основе и на частные средства.